# Symboles SAMPA français
Les symboles SAMPA français sont une version plus concise des symboles SAMPA (caractères phonétiques) adaptés à la langue française.
Voir aussi : une version complète des symboles SAMPA des sons utilisés dans la plupart des langues européennes.
| SAMPA : consonnes françaises |                                             |
| SAMPA                        | Exemples                                    |
| p                            | pont [po~]                                  |
| b                            | bon [bo~]                                   |
| t                            | temps [ta~]                                 |
| d                            | dans [da~]                                  |
| k                            | coût [ku], quand [ka~], koala [ko.a.lA]     |
| g                            | gant [ga~]                                  |
| f                            | femme [fam]                                 |
| v                            | vent [va~]                                  |
| s                            | sans [sa~], dessus [d2.sy], cerise [s@.Riz] |
| z                            | zone [zOn], rose [roz]                      |
| S                            | champ [Sa~]                                 |
| Z                            | gens [Za~], jambon [Za~.bo~]                |
| j                            | ion [jo~]                                   |
| m                            | mont [mo~]                                  |
| n                            | nom [no~]                                   |
| J                            | oignon [O.Jo~]                              |
| N                            | camping [ka~.piN]                           |
| l                            | long [lo~]                                  |
| R                            | rond [Ro~]                                  |
| w                            | quoi [kwa]                                  |
| H                            | juin [ZHe~]                                 |

| SAMPA : voyelles françaises |                        |
| SAMPA                       | Exemples               |
| i                           | si [si]                |
| e                           | blé [ble]              |
| E                           | seize [sEz]            |
| a                           | patte [pat]            |
| A                           | pâte [pAt]             |
| O                           | comme [kOm]            |
| o                           | gros [gRo]             |
| u                           | doux [du]              |
| y                           | du [dy]                |
| 2                           | deux [d2]              |
| 9                           | neuf [n9f]             |
| @                           | justement [Zys.t@.ma~] |
| e~                          | vin [ve~]              |
| a~                          | vent [va~]             |
| o~                          | bon [bo~]              |
| 9~                          | brun [br9~]            |

La prononciation des voyelles « opposées » : a-A, e~-9~, e-E, o-O, 2-9, peut vraiment être équivalente pour certains locuteurs. Dans les syllabes non accentuées, il y a une tendance à l'indétermination. Il y a donc des symboles pour cette indétermination de ces phonèmes :
- E/	= e ou E
- A/	= a ou A
- &/	= 2 ou 9
- O/	= o ou O
- U~/	= e~ ou 9~